# Breda Kapelj
Breda Kapelj, slovenska arhitektka, ljubiteljska igralka in kostumografinja, *15. februar, 1945, Koprivnica.

## Življenje in delo
Rodila se je 15. 2. 1945 v Koprivnici. Po koncu vojne se je z družino preselila v Kranj, rojstni kraj svojih staršev, kjer je zaključila tudi osnovno šolo in gimnazijo, obiskovala je tudi glasbeno šolo, kjer je igrala klavir. Po zaključeni maturi se je vpisala na študij arhitekture na FAGG Univerze v Ljubljani.
Po končani diplomi je bila 10 let zaposlena v Projektivnem podjetju Ambient d. o. o. pri arhitektih Francetu in Marti Ivanšek, kjer so projektirali stanovanjsko naselje enodružinskih hiš Murgle in Domove za starejše občane ter domove za slepe in slabovidne. Skupaj z dvema kolegoma so v Rožni ulici ustanovili svoj biro Stara Ljubljana d. o. o. in poleg številnih projektov za Petrol začeli še s prenovo hiš na Gornjem trgu in prenovo sodnih dvoran v Sodni palači v Ljubljani ter ostalih objektih namenjenih sodstvu.
Poročila se je z arhitektom Bojanom Kapljem, ki je bil že takrat zelo aktiven član Šentjakobskega gledališča in ki je že kot deček pomagal svojemu očetu Jakobu pri menjavi prizorišč. Ukvarjal se je z igro, scenografijo in režijo. Leta 1968 je po opravljeni avdiciji postala članica Šentjakobskega gledališča. Izobraževal, usmerjal in vodil jih je igralec in režiser Drago Pogorelec-Karus. Njena prva vloga je bila vloga Kati v Nestroyevi predstavi Raztrgano srce. Njena prva scenografija je bila Špicarjeva otroška igra Pogumni Tonček. Ob 50 letnici ustanovitve gledališča je bila skupaj z gledališkim kolegom Lojzem Sadarjem zadolžena za postavitev jubilejne razstave v prostorih na Dvornem trgu. V naslednjih letih je odigrala približno 32 vlog, velikokrat pa se je znašla tudi v vlogi šepetalke.
Zaradi razpetosti med družino, zahtevno službo in gledališčem se je odločila, da preneha z igranjem in naslednjih 25 let posvetila kostumografiji. Ljubezen do gledališča sta s soprogom prenesla tudi na svoje tri otroke, saj so z njima že od malih nog sodelovali v predstavah Šentjakobskega gledališča. Njena hči Barbara Kapelj je leta 1993 prejela Severjevo nagrado, in sicer za vlogo Markize v kvartetu Heinerja Müllerja v izvedbi GILŠ-KODUM in skupine Tabula Rasa. Po končanem študiju arhitekture na FAGG Univerze v Ljubljani se je posvetila gledališču, režiji, scenograiji, kostumografiji, kasneje pa tudi filmu.
Breda Kapelj pravi: »Moja trenutna vloga je, da zvesto spremljam vse premiere na odru Šenjakobskega gledališča, in sem vesela, da sem dočakala njegovo jubilejno 100–letnico ustanovitve. Teater je teater in trenutki, včasih tudi dnevi, ki smo jih doživeli in preživeli skupaj, so nepozabni.«

## Delo v Šenjakobskem gledališču Ljubljana
Članica Šentjakobskega gledališča je od 1.septembra 1969. Prejela je naziv častne članice. V Šentjakobskem gledališču je odigrala 32 vlog, nastopala je 417-krat. Bila je tudi inscenatorka in kostumografka. Je dolgoletna odbornica  Šentjakobskega gledališča.
Med drugim je igrala v naslednjih predstavah (izbor):

1968/1969 Raztrgano srce (Johann Nepomuk Eduard Ambrosius Nestroy, režija Drago Pogorelec)
1969/1970 Dekla Ančka ( alternacija z Jelko Božič) (Fran Saleški Finžgar, Vladimir Frantar, režija Drago Pogorelec)
1969/1970 Mogočni prstan (Fran Milčinski, režija Iztok Tory)
1969/1970 VItez čudes (Fèlix Arturo Lope de Vega y Carpio, režija Jože Vozny)
1970/1971 Pogumni Tonček (Jakob Špicar, režija Drago Pogorelec)
1970/1971 Ples v Trnovem (Cvetko Golar, režija Peter Ovsec)
1971/1972 Tihotapec (Josip Jurčič, Vladimir Frantar, režija Drago Pogorelec)
1972/1973 Lucija (Fran Saleški Finžgar, Vladimir Frantar, režija Drago Pogorelec)
1972/1973 Trnuljčica (brata Grimm, Saša Škufca, Walt Disney, režija Bojan Kapelj)
1973/1974 Ta veseli dan ali Matiček se ženi (Anton Tomaž Linhart, režija Peter Ovsec)
1975/1976 Pernjakovi (Prežihov Voranc, Herbert Grűn, režija Viktor Molka)
Kostumografinja je bila pri predstavah (izbor):
1975/1976 Naši trije angeli (Samuel Spewack, Bella Spewack, režija Gregor Tozon(
1976/1977 Vsak po svoje pesmi poje (Neil Simon, režija Lojze Gerden)
1980/1981 Gledališče živalskega sveta (Milan Stante, režija MIlan Stante)
1981/1982 Zlati oktober (Mira Mihelič, režija Marija Šeme)
1982/1983 Mandragola (Niccolò Machiavelli, režija Peter Ovsec)
1983/1884 Trnuljčica (Brata Grimm, Saša Škufca, režija Milan Stante)
1983/1984 Dvojna igra (Robert Thomas, režija Igor Košir)
1984/1985 Jezični dohtar Petelin (Fran Žižek, režija Bojan Kapelj)
1984/1985 Disko pod vaško lipo (Ivan Sivec, režija Andrej Stojan)
1985/1986 Ukročena trmoglavka (William Shakespeare, režija Viktor Molka)
1986/1987 Mišnica (Agatha Christie, režija Viktor Molka)
1988/1989 Razkrinkana morala (Jože Moškrič, režija Igor Košir)
1989/1990 Kekec je pač Kekec (Josip Vandot, Tone Partljič, režija Bojan Kapelj)
1989/1990 Sneguljčica (Brata Grimm, Peter Ovsec, režija Peter Ovsec)
1992/1993 Ljubi tički (Jean Marie Lucien Pierre Anouilh, režija Jurij Souček)
1993/1994 Komaj do srednjih vej (Peter Ustinov, režija Jože Vozny)
1994/1995 Zgodba o Desetem bratu (Josip Jurčič, Andrej Inkret, Andrej Stojan, režija Andrej Stojan)
1995/1996 Hodl de Bodl ali Dve vedri vode (Aad Edmond Greidanus, režija: Peter Ovsec)
1996/1997 Voda (Jože Vombergar, režija: Peter Militarov)
1997/1998 Pod svobodnim soncem Pavliha (Tone Partljič, režija Andrej Stojan)
Scenografinja je bila pri predstavah (izbor):
1970/1971 Pogumni Tonček (Jakob Špicar, režija Drago Pogorelec)
1972/1973 Lucija (Fran Saleški Finžgar, Vladimir Frantar, režija Drago Pogorelec)
1993/1994 Komaj do srednjih vej (Peter Ustinov, režija Jože Vozny)

## Priznanja
Priznanja SLKD za dolgoletno delovanje na področju ljubiteljske gledališke dejavnosti;
4. 6. 1981 Harlekin II ob 60 letnici Šentjakobskega gledališča;
15. 6. 2020 Linhartova plaketa za dolgoletno udejstvovanje v ljubiteljskem gledališču;
5. 4. 2014 šentjakobski prstan za 45 let dela v Šentjakobskem gledališču;
1999 Linhartova jubilejna značka za 30 let dela na področju ljubiteljske gledališke dejavnosti.

Značka za deset let dela.